# Klara Klotz
Klara Klotz, geboren als Klara Charlotte Kunigunde Einbeck (* 31. Oktober 1878 in Dresden; † 21. April 1965 in Schorndorf), war eine deutsche Politikerin des Württembergischen Bauern- und Weinbergbauernbundes. Sie war Landtagsabgeordnete der WBB-Fraktion in Württemberg.

## Leben und Wirken
Die im Oktober 1878 in Dresden geborene Klara Einbeck war die Tochter des Ingenieurs und Fabrikdirektors Johannes Einbeck und seiner Ehefrau Marie Afinger. Am 21. Januar 1901 heiratete sie in Berlin den aus Stuttgart stammenden Sohn eines Maschinenfabrikanten und Oberleutnant im Königl. Württ. Artillerieregiment Nr. 72 Eugen Klotz und zog mit ihm in seine Heimatstadt Stuttgart. Dort wurden ihre Töchter Dorothea (* 1903) und Ilse (* 1906) geboren.
Wann Klara Klotz mit ihrem politischen Engagement begann, ist unklar. Sie war Mitglied des Württembergischen Bauernbunds (WBB). Diese Partei entstand aus dem ursprünglichen Bauern- und Weingärtnerbund, der sich um 1890 gegründet hatte, konservativ orientiert war und vorwiegend berufsständische Interessen vertrat. Nach 1918 schloss sich die WBB der Bürgerpartei an. Diese war in der Weimarer Republik eine besondere württembergische Form der reichsweiten deutschnationalen Volkspartei, der DNVP.
Klara Klotz war die einzige Frau, die jemals der WBB-Fraktion im Landtag des freien Volksstaates Württemberg angehörte. Von 1920 bis 1924 und von 1931 bis 1932 hatte sie ein Mandat im württembergischen Landtag inne. Das zweite Mandat bekam sie am 10. November 1931 als Nachrückerin für den verstorbenen Abgeordneten Hermann Hiller.
In ihrer parlamentarischen Arbeit engagierte sie sich im wirtschaftlichen und im sozialen Bereich. Sie fällt in den Landtagsprotokollen durch zahlreiche Anfragen zu diesen Themengebieten auf.
Über den weiteren Lebensweg von Klara Klotz ist nichts bekannt. Sie starb im April 1965 im Alter von 86 Jahren in Schorndorf.

## Familie
Ihr Großvater mütterlicherseits war der Bildhauer Bernhard Afinger. Ihre Tante Elise (1848–1874), die ältere Schwester ihrer Mutter, war die erste Ehefrau des bekannten Berliner Architekten Walter Kyllmann. Über ihn war sie auch entfernt mit dem Politiker Gottlieb Kyllmann und dessen Enkel, dem kommissarischen Reichspräsidenten Walter Simons verwandt. Klara Afinger (1861–1928), die jüngste Schwester ihrer Mutter, war mit dem Altphilologen Heinrich Stürenburg verheiratet.